# Stylogaster neglecta
Stylogaster neglecta är en tvåvingeart som beskrevs av Samuel Wendell Williston  1883. Stylogaster neglecta ingår i släktet Stylogaster och familjen stekelflugor. Inga underarter finns listade i Catalogue of Life.